# Bacelo
Bacelo ist eine ehemalige Gemeinde (Freguesia) der portugiesischen Stadt Évora. Die Gemeinde hatte 9233 Einwohner (Stand 30. Juni 2011).
Im Zuge der kommunalen Neuordnung Portugals nach den Kommunalwahlen am 29. September 2013 wurden die Gemeinden Bacelo und Senhora da Saúde zur neuen Stadtgemeinde União das Freguesias de Bacelo e Senhora da Saúde zusammengeschlossen. Bacelo ist offiziell Sitz dieser neu gebildeten Gemeinde.